# Новакович, Жана
Жана Новакович (босн. Žana Novaković; 24 июня 1985, Сараево, СФРЮ) — боснийская горнолыжница, участница Олимпийских игр 2010 и Олимпийских игр 2014 годов.

## Биография
Участница клуба Яхорина. На Олимпийских играх и в Ванкувере, и в Сочи выступала в слаломе и гигантском слаломе.
На церемонии открытия XXI Олимпийских зимних игр в Ванкувере и XXII Олимпийских зимних игр в Сочи несла флаг Боснии и Герцеговины.